# Михайловка (Первомайский район, Харьковская область)
Михайловка (укр. Михайлівка) — село, 
Алексеевская сельская община,
Лозовской Район, Харьковская область.
Код КОАТУУ — 6324585501. Население по переписи 2001 года составляет 652 (306/346 м/ж) человека.
Является административным центром Михайловского сельского совета, в который, кроме того, входят сёла
Берестки и
Сумцы.

## Географическое положение
Село Михайловка находится на берегу реки Кисель в месте впадения её в реку Берека,
выше по течению реки Кисель на расстоянии в 1 км расположено село Берестки,
выше по течению реки Берека примыкает село Отрадово,
ниже по течению реки Берека на расстоянии в 4 км расположено село Николаевка.

## История
- 1731 — дата основания.

## Достопримечательности
- Остатки Михайловской крепости Украинской линии (1731 г.).
- На окраинах Михайловки выявлены остатки поселения салтовской культуры (VIII—X вв. н. эры).

## Известные люди
- Бугайченко Иван Федотович — (1913-1943), Герой Советского Союза, родился в селе Михайловка.